# Dasytomorphus biimpressus
Dasytomorphus biimpressus es una especie de coleóptero de la familia Aderidae.

## Distribución geográfica
Habita en Argentina.